# 21 Aquilae
21 Aquilae, som är stjärnans Flamsteed-beteckning, är en ensam stjärna belägen i den mellersta delen av stjärnbilden Örnen som också har  variabelbeteckningen V1288 Aquilae. Den har en genomsnittlig skenbar magnitud på ca 5,14 och är svagt synlig för blotta ögat där ljusföroreningar ej förekommer. Baserat på parallax enligt Gaia Data Release 2 på ca 4,4 mas, beräknas den befinna sig på ett avstånd på ca 740 ljusår (ca 230 parsek) från solen. Den rör sig närmare solen med en heliocentrisk radialhastighet av ca -5 km/s.

## Egenskaper
21 Aquilae är en blå till vit jättestjärna av spektralklass B8 II-III, som anger att dess spektrum har drag av både ljusstark jätte och jättestjärna. Den är en kemiskt ovanlig stjärna av kvicksilver-mangan-typ. Den har en radie som är ca 4,3 solradier och utsänder ca 913 gånger mera energi än solen från dess fotosfär vid en effektiv temperatur av ca 13 200 K.
21 Aquilae är en roterande variabel av Alfa2 Canum Venaticorum-typ (ACV), som varierar mellan visuell magnitud +5,06 och 5,16 med en period av 1,73 dygn.
21 Aquilae är katalogiserad som en optisk dubbelstjärna med en följeslagare av 12:e magnituden, separerad med 37 bågsekunder år 2010. Den identifierades först som en dubbelstjärna av John Herschel, men följeslagaren är i själva verket ett avlägset bakgrundsobjekt.